# سركاي توتونجو
سيركاي توتونجو (بالتركية: Serkay tütüncu)، ممثل ولاعب كرة قدم، مواليد 7 فبراير 1991 في صور إزمير. من اب و ام ألبانيين

## حياته
ولد من أب الباني و أم البانية . بين عامي 2007 و 2012 لعب كرة قدم للهواة في إزميرسبور بالكافوسبور إزمير إمنيت و نادي الأكاتسبور. درس في جامعة إيجه عام 2016 و شارك في فريق المتطوعين.
يعيش سركاي توتونجو قصة حب حاليا مع فتاة ذو اصول جزائرية بعيدا عن انظار المواقع و الصحافة التركية 

## أعماله
- ذنب الإنسانية عام 2018 الذي لعب دور جوكهان و هو أول عمل له في التلفاز التركي
- العشق الفاخر سنة 2019 الذي لعب دور فولكان تشيكيريك و هو ثاني عمل له في التلفيزيون التركي.[3]

- السيد الخطأ 2020 الذي لعب دور الشيف أوزان دينجير مع زميله الممثل جان يامان الذي لعب دور أوزغور .
- البراءة 2021 الذي لعب دور ايلكار ايلغاز
- الأحلام و الواقع 2022 في دور المحامي آلاز
- المستأجر المثالي 2022 في دور يعقوب
- السله المتسخة 2023 في دور الصحفي كهرمان